# Passo del San Gottardo
Il passo del San Gottardo, in tedesco Gotthardpass, è un valico alpino, situato a 2106 m s.l.m. nella parte centrale delle Alpi Lepontine. Questo passo alpino delimita il confine tra il Canton Ticino e il Canton Uri, e contemporaneamente quello tra la Svizzera italiana e la Svizzera tedesca.

## Descrizione

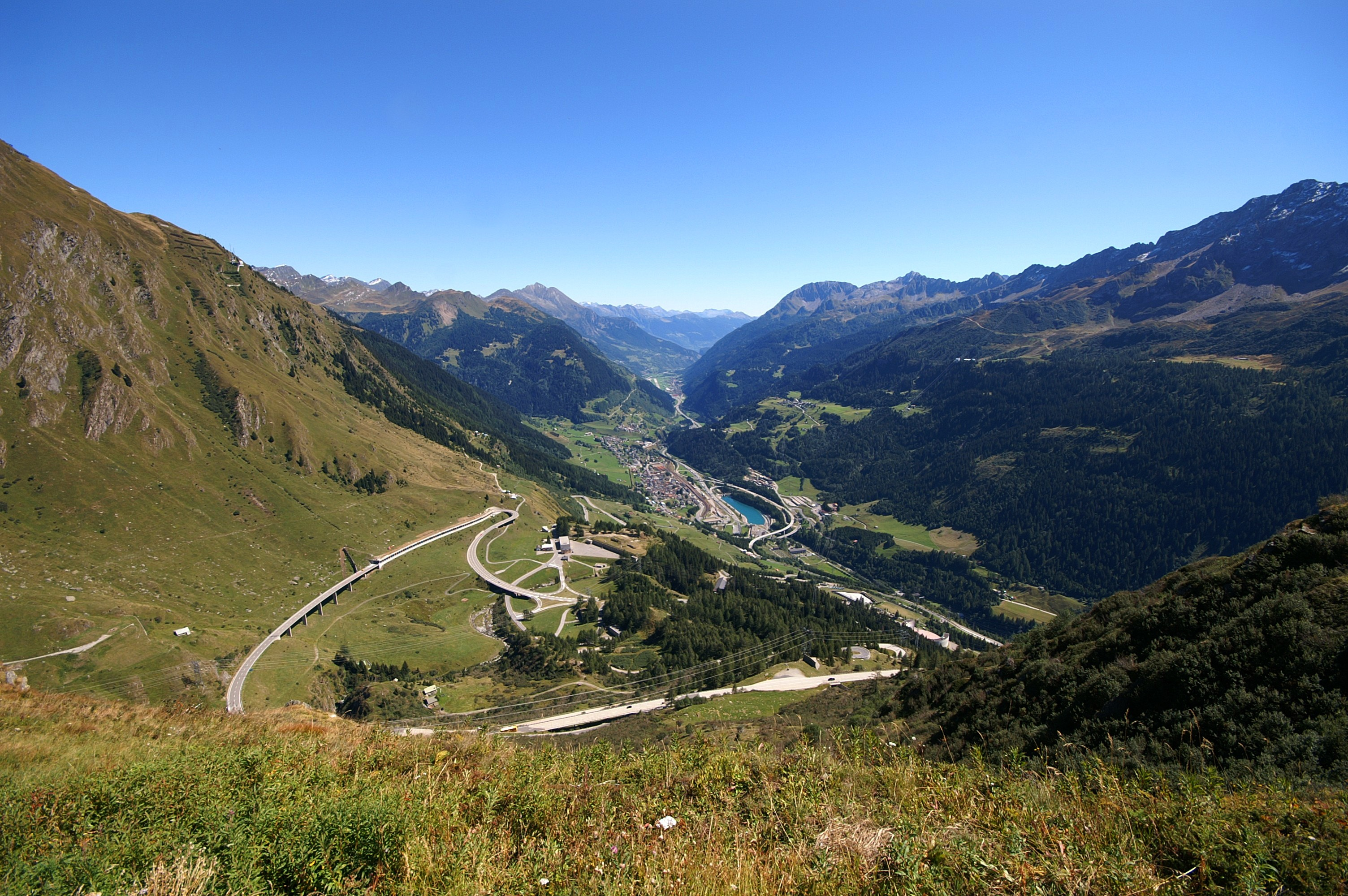
Versante sud del passo del San Gottardo

Collega da nord a sud la valle della Reuss e la valle Leventina. Prende il nome da San Gottardo di Hildesheim, un vescovo bavarese vissuto attorno all'anno Mille e beatificato cento anni dopo la sua morte, avvenuta nel 1038.

## Storia
La regione reca tracce della presenza umana sin dell'età della pietra. In epoca romana furono altre le vie preferite per superare le Alpi partendo dalla Lombardia verso nord; molto più utilizzati erano i valichi del passo del Settimo, del passo del San Bernardino e del passo del Lucomagno. In particolare per il trasporto delle merci, il valico del Settimo e quello del Lucomagno erano dotate di una strada carrabile, mentre il San Gottardo e il San Bernardino potevano solo essere valicati a piedi o con muli. Giacché un animale da soma trasporta circa un terzo di quanto è possibile trasportare con un carro, per il trasporto merci i percorsi via Settimo e Lucomagno erano preferiti al Gottardo, sebbene la strada fosse lunga quasi il doppio.
Il San Gottardo, pur essendo il passaggio più breve, presentava sia sul versante sud, con tre importanti gole in Leventina, che sul versante nord, con la gola della Schöllenen, degli ostacoli importanti e, in presenza di cattivo tempo, molto difficilmente superabili. I Walser, che nel XII secolo erano giunti attraverso il passo della Furka in valle di Orsera (la valle urana che si trova a monte della gola), con le loro notevoli capacità tecniche, acquisite nella costruzione di strade e ponti in Vallese, edificarono il primo ponte nella gola della Schöllenen, chiamato ponte del diavolo e la Twärrenbrücke, una passerella sospesa alla viva roccia, lunga una sessantina di metri, che permetteva l'accesso al ponte che superava la Reuss. Questa opera venne realizzata agli inizi del XIII secolo. Con la realizzazione di questi manufatti il passo acquisì per la prima volta importanza europea e fu determinante per i destini delle popolazioni che popolavano i due versanti.

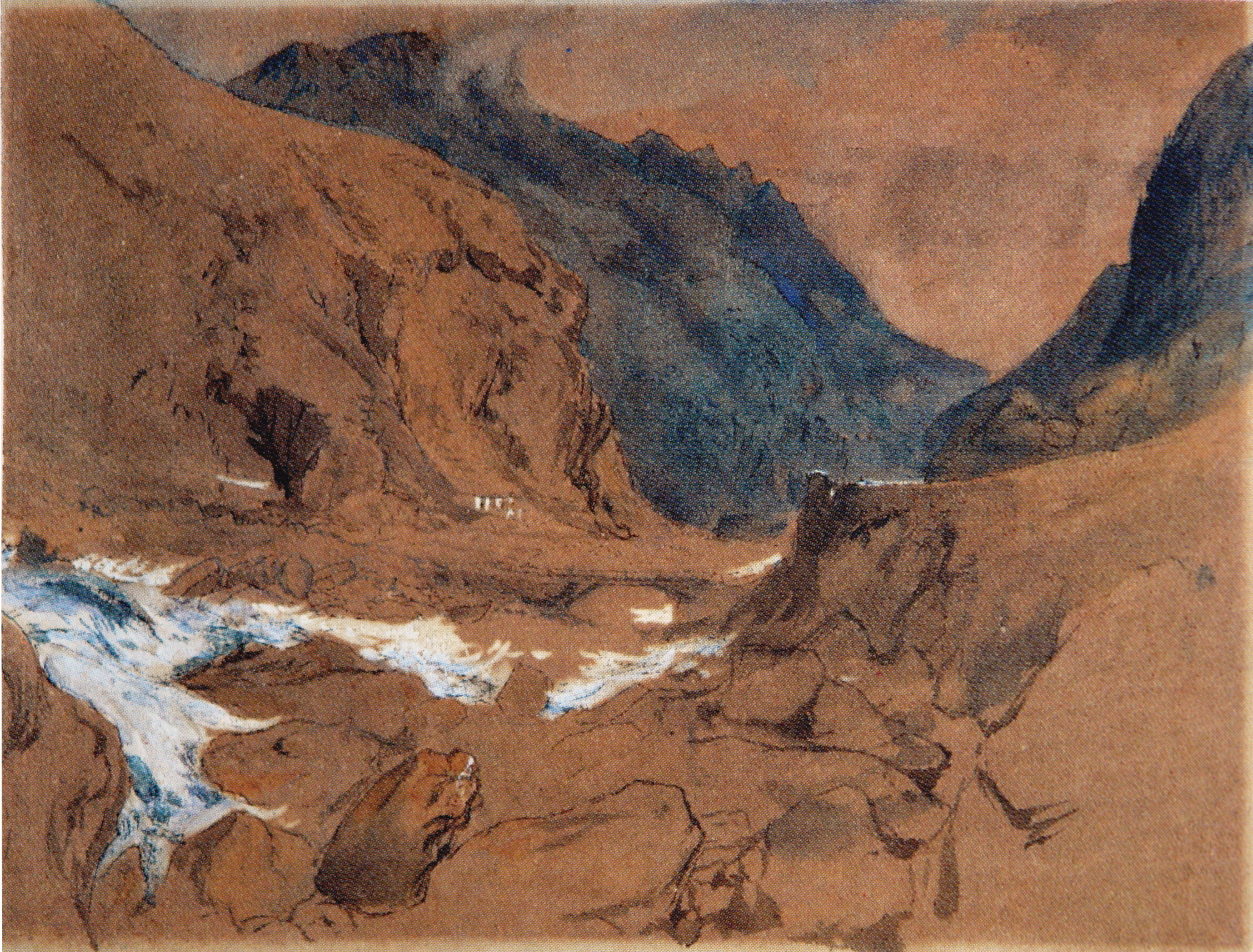
Ruskin: Il passo del San Gottardo

Il valico del Gottardo è citato nel Annales Stradenses, guida per pellegrini che dal nord Europa vogliono raggiungere Roma o la Terrasanta, redatta a metà del XIII secolo. Nel 1230 venne consacrata la cappella dedicata a San Gottardo, posta sul valico, dall'arcivescovo milanese Enrico I da Settala. Assieme alla chiesetta venne edificato anche un ospizio che, con quello presente al monte Ceneri retto dai gerosolimitani, quello di Santa Maria di Pollegio condotto dagli Ordine degli Umiliati e quello situato a nord del passo a Seedorf, che apparteneva ai Lazzariti, completava una adeguata rete di assistenza ai pellegrini e viandanti. Le valli immediatamente a sud del passo si erano già liberate da ogni sovranità di signori locali, siglando nel 1182 il patto di Torre. Con quell'atto le comunità di Blenio e Leventina si allearono e imposero la distruzione di tutti i castelli che si trovavano sul loro territorio, ammettendo come unica autorità quella della Chiesa.
Furono invece i soldi che la comunità urana ricavava dai traffici sul passo a permettere il riscatto dalla casa di Asburgo con l'ottenimento del diritto di avvocazia nel 1231 e nello stesso anno ottennero l'immediatezza imperiale che li sciolse da ogni vincolo con gli Asburgo e li pose sotto la diretta giurisdizione imperiale. Questi privilegi permisero alle popolazioni locali di avere l'effettivo controllo sul valico. Questo controllo da un lato forniva buoni guadagni, in particolare alla corporazione dei somieri che assicuravano il trasporto delle merci, ma richiedeva anche costanti lavori per mantenere la strada del passo accessibile sia nella buona, che nella cattiva stagione.
Nel 1280 i canonici del duomo di Milano affittarono la Leventina al vescovo Ottone Visconti che volle con questo acquisire il controllo del valico; nel 1290 la valle si rivoltò con una insurrezione capitanata da Alberto Cerro, ma l'insurrezione venne soffocata. Al nord del passo le cose andarono decisamente meglio, il canton Uri si alleò con Svitto e Untervaldo con il patto del 1291. Con la vittoria contro gli Asburgo nella Battaglia di Morgarten nel 1315 si rafforzò l'unione. Presto anche altri cantoni si aggiunsero al primitivo nucleo, assumendo sempre più indipendenza e forza. All'inizio del XV secolo la Lega svizzera, e Uri in particolare, vollero assumere il controllo del passo e invasero la Leventina, una prima volta nel 1403. Nel 1422 il duca di Milano ne riprese il controllo, ma dal 1439 fino al 1803 la vallata meridionale del passo restò costantemente sotto il dominio di Uri.

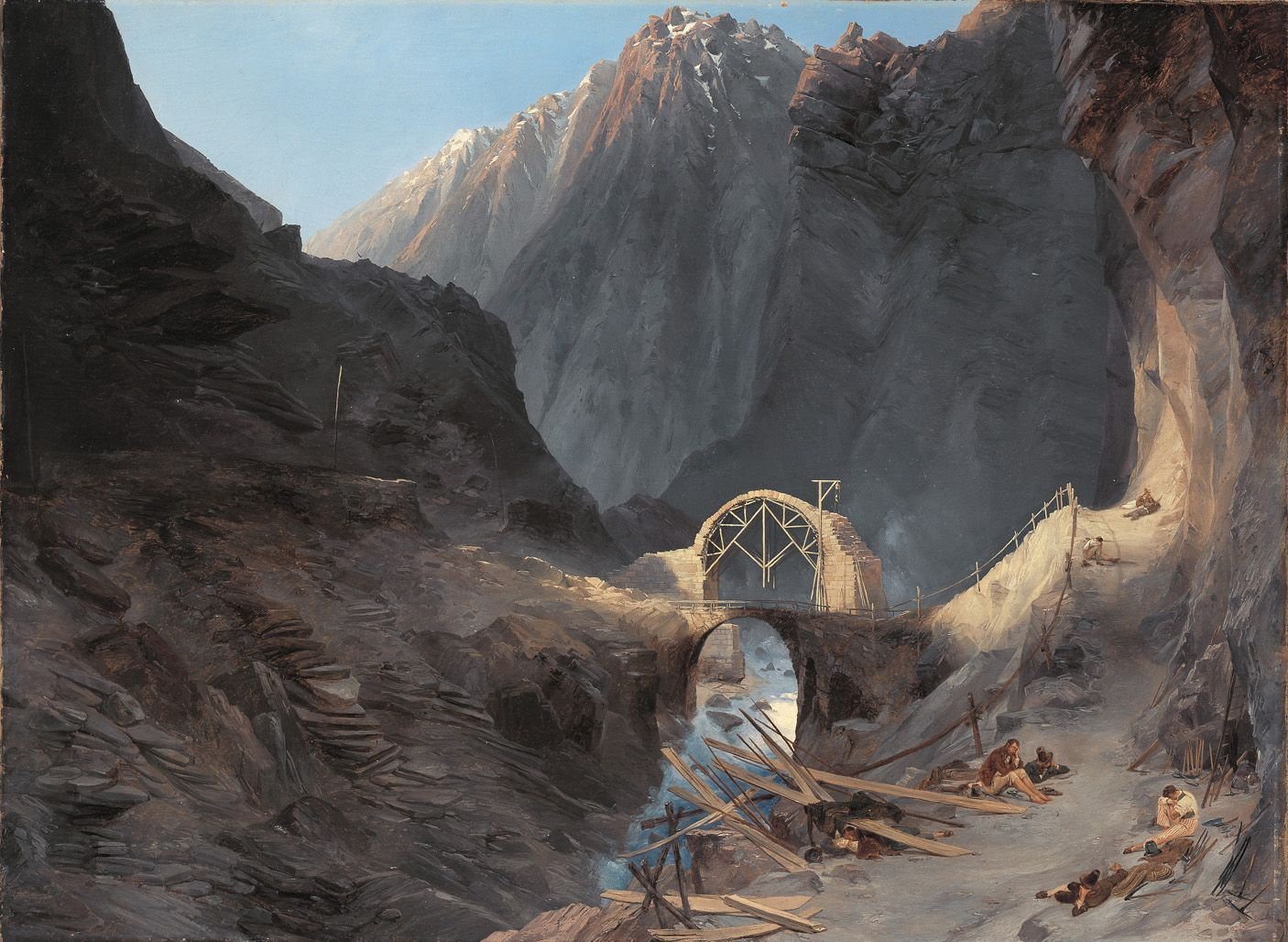
La costruzione del ponte del Diavolo, opera di Carl Blechen, c. 1833 presso la Neue Pinakothek di Monaco

I grandi cambiamenti politici dei suoi inizi furono accompagnati da cambiamenti strutturali relativamente limitati. Nel 1550 la mulattiera nella gola del monte Piottino venne in parte rifatta. Nel 1595 venne costruito un ponte in pietra ad arco nella gola della Schöllenen. La via restava essenzialmente una mulattiera che permetteva il trasporto delle merci solo a dorso di mulo, e questo fino quasi all'inizio dell'Ottocento.
Il San Gottardo viene chiamato anche "La via delle genti" e questo nome spiega bene la funzione di questo valico nel passato, una via molto comoda per le persone, ma molto meno per le merci. Secondo i dati che coprono il periodo 1498-1502, si può stabilire che in quel periodo attraversarono il Gottardo circa 170 tonnellate annue, mentre nello stesso periodo attraverso il passo del Brennero già passavano 4500 t.
Solo nel 1708 si ebbe un sostanziale miglioramento della strada con l'apertura, sotto la direzione del capomastro ticinese Pietro Morettini di Cerentino, di una galleria (Urnerloch) lunga circa 60 metri nella gola della Schöllenen, che facilitava di molto l'accesso al ponte, evitando la passerella di legno costruita cinquecento anni prima. Nel 1775 venne documentato il primo attraversamento in carrozza del valico, da parte del geologo inglese Greville: nei tratti più impervi si dovette smontare il mezzo e trasportarlo a dorso di mulo. L'unico atto di guerra che ebbe per teatro il ben custodito valico avvenne nel 1799, quando l'armata russa del maresciallo Aleksandr Vasil'evič Suvorov valicò il passo e si scontrò con i francesi nelle gole della Reuss.
Nel XIX secolo si fece un grande salto di qualità con la costruzione di una vera e propria strada carrozzabile, larga su tutto il suo percorso più di cinque metri, e con un nuovo ponte nella gola del diavolo. Questa infrastruttura fu terminata attorno agli anni trenta del XIX secolo.

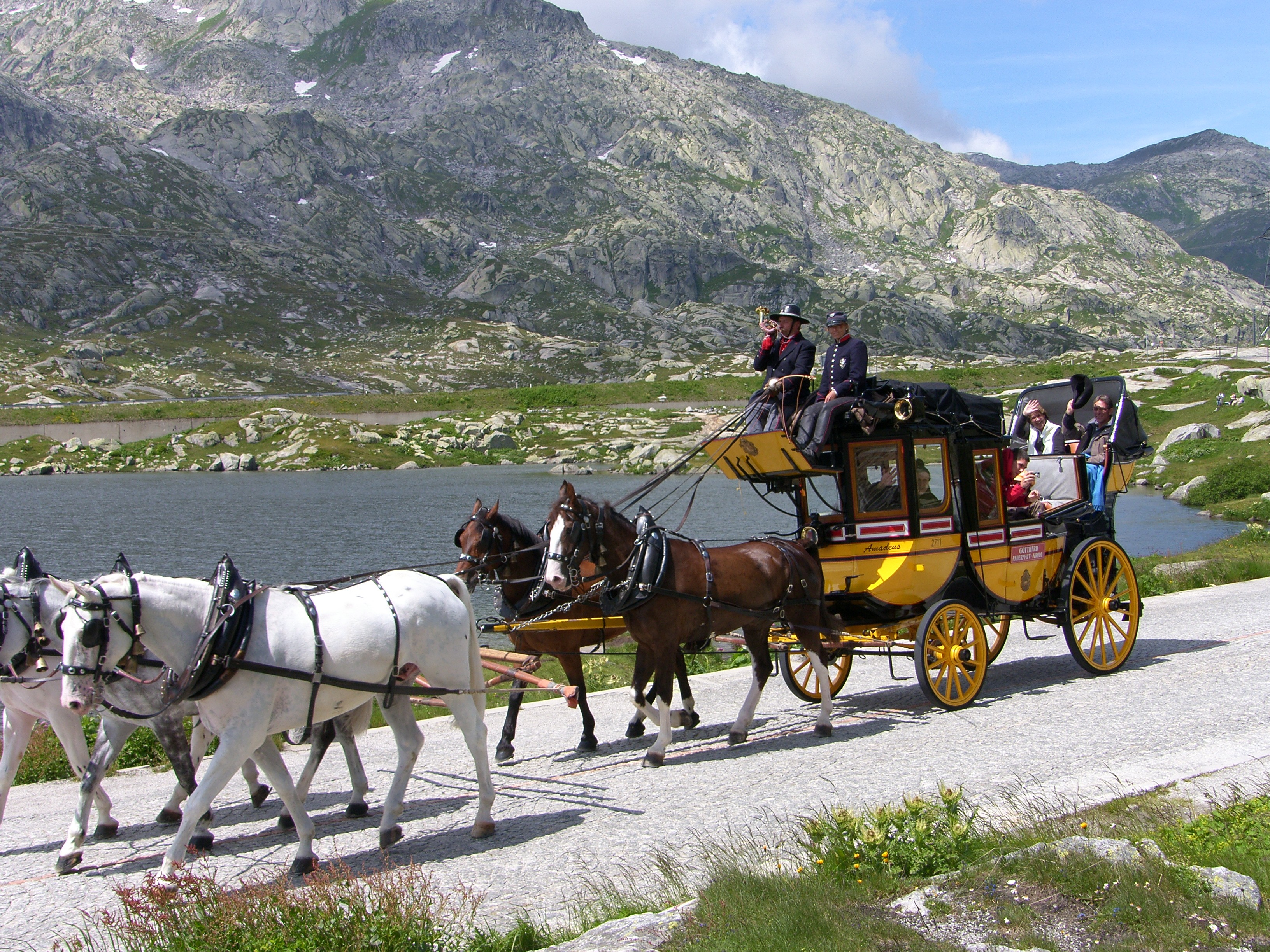
La diligenza del Gottardo

Nel 1850 un viaggio in diligenza tra Milano e Basilea richiedeva circa 50 ore con l'utilizzo del treno tra Milano e Camerlata e del battello tra Flüelen e Lucerna, poi nella seconda metà del secolo XIX con la costruzione della strada ferrata e della galleria ferroviaria del Gottardo il tempo impiegato si ridusse notevolmente.

## Monumenti e luoghi d'interesse

### Edilizia religiosa
- Chiesetta-oratorio romanica di San Gottardo[5], inglobata nell'Ospizio vecchio, fondata nel 1237[6]
- Cappella dei Morti[7], attestata dal 1577
- Statua della Madonna di Fatima[8], scultura in granito di Remo Rossi, del 1946

### Edilizia civile
- Ospizio del San Gottardo, comprendente l'Ospizio vecchio[9], situato accanto a quello antico, costruito nel 1623
- "Vecchia sosta" (Museo nazionale del San Gottardo), costruita negli anni 1834 - 1837
- Monumento all'aviatore Adrien Guex (1901-1927)[10], realizzato da Fausto Agnelli, inaugurato il 18 agosto 1928
- Statua del Viandante, opera di Pedro Pedrazzini, inaugurata il 26 luglio 2003 in occasione del 200º anniversario dell'adesione del Canton Ticino alla Confederazione Svizzera
- Statua equestre del generale Aleksandr Vasil'evič Suvorov[11], opera di Dmitry Nikitovic Tugarinov del 1999

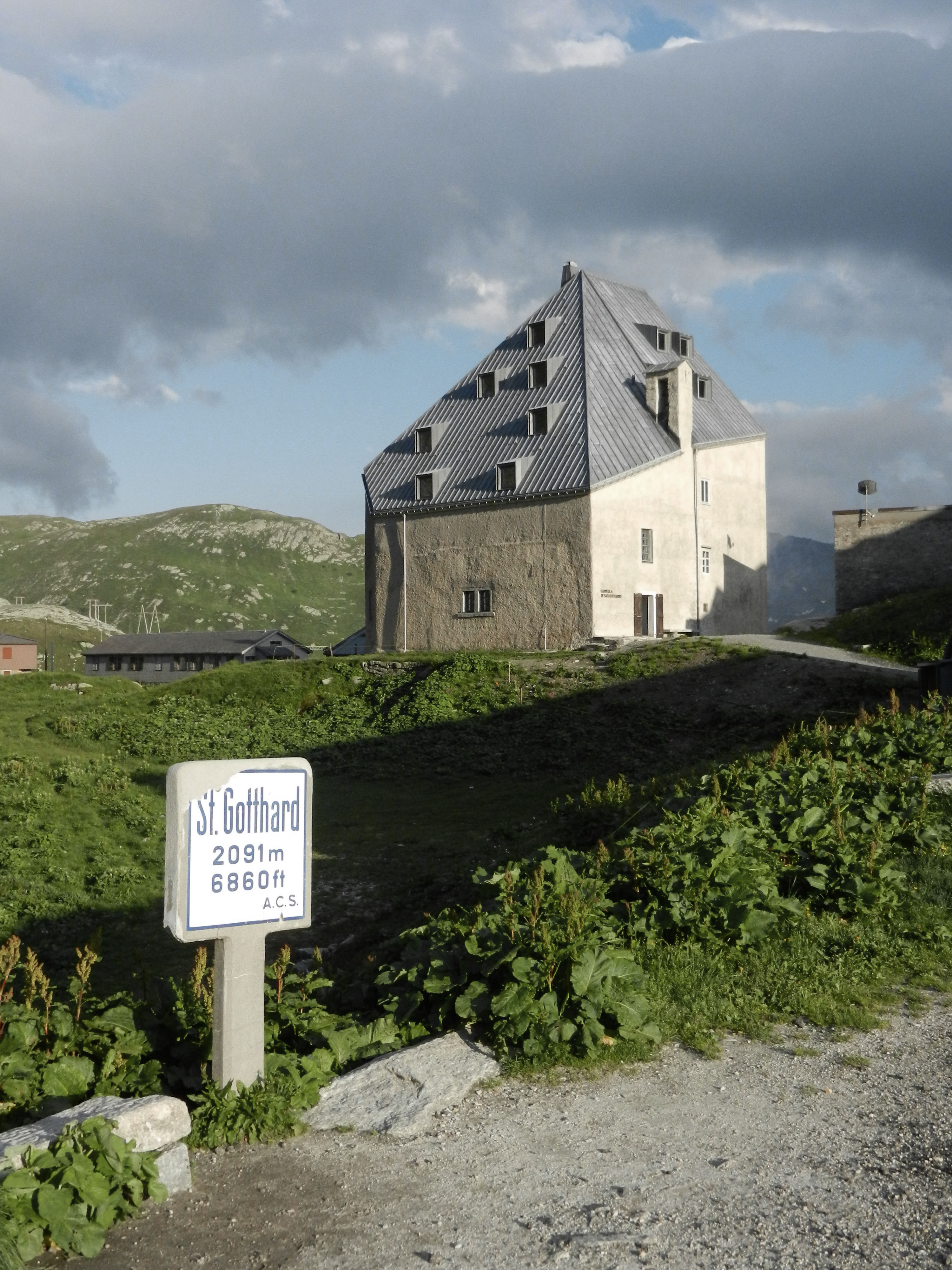
Ospizio
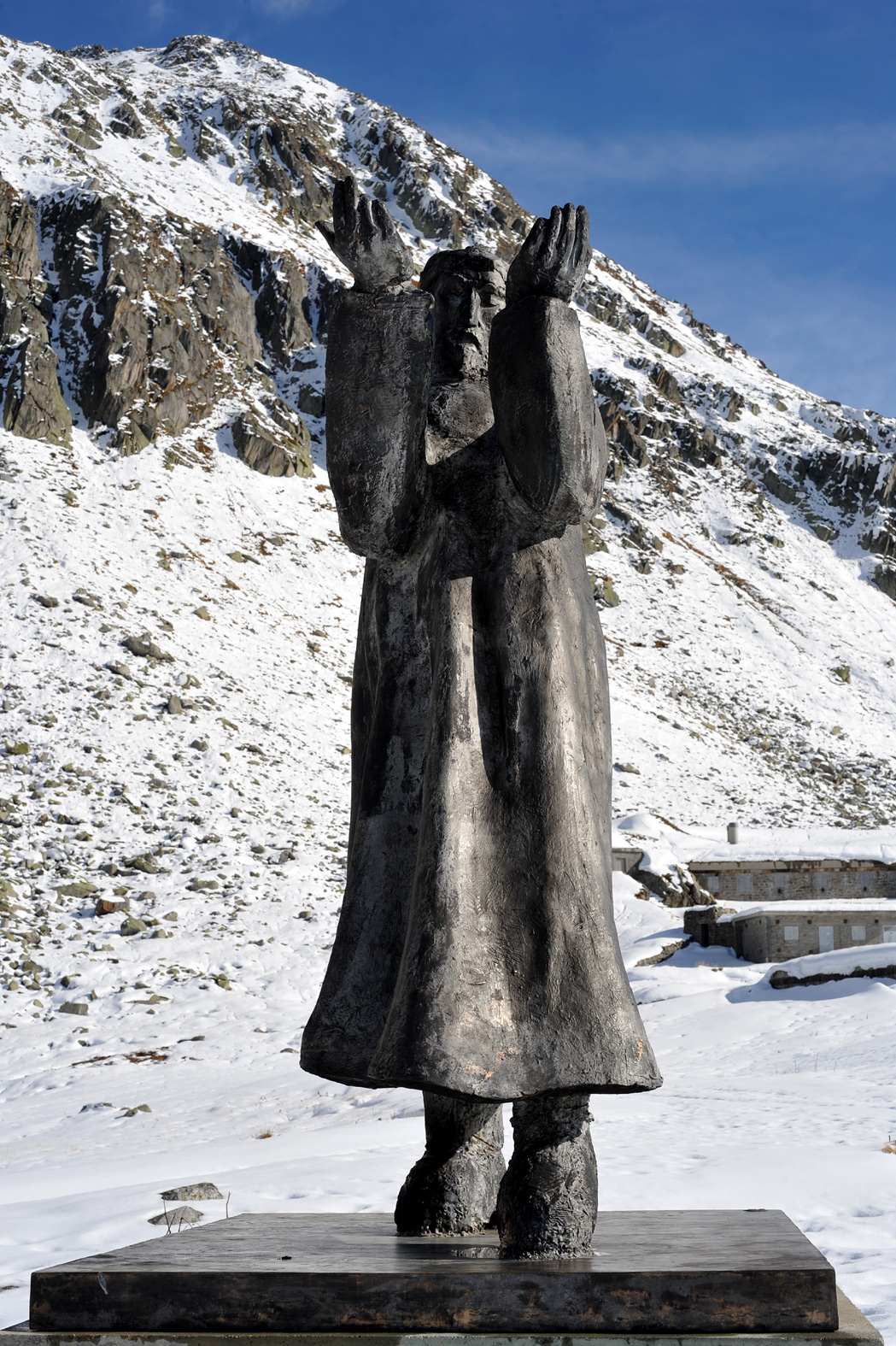
Il viandante di Pedro Pedrazzini
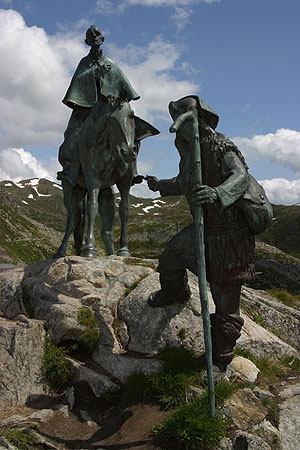
La statua equestre del generale Suvorov
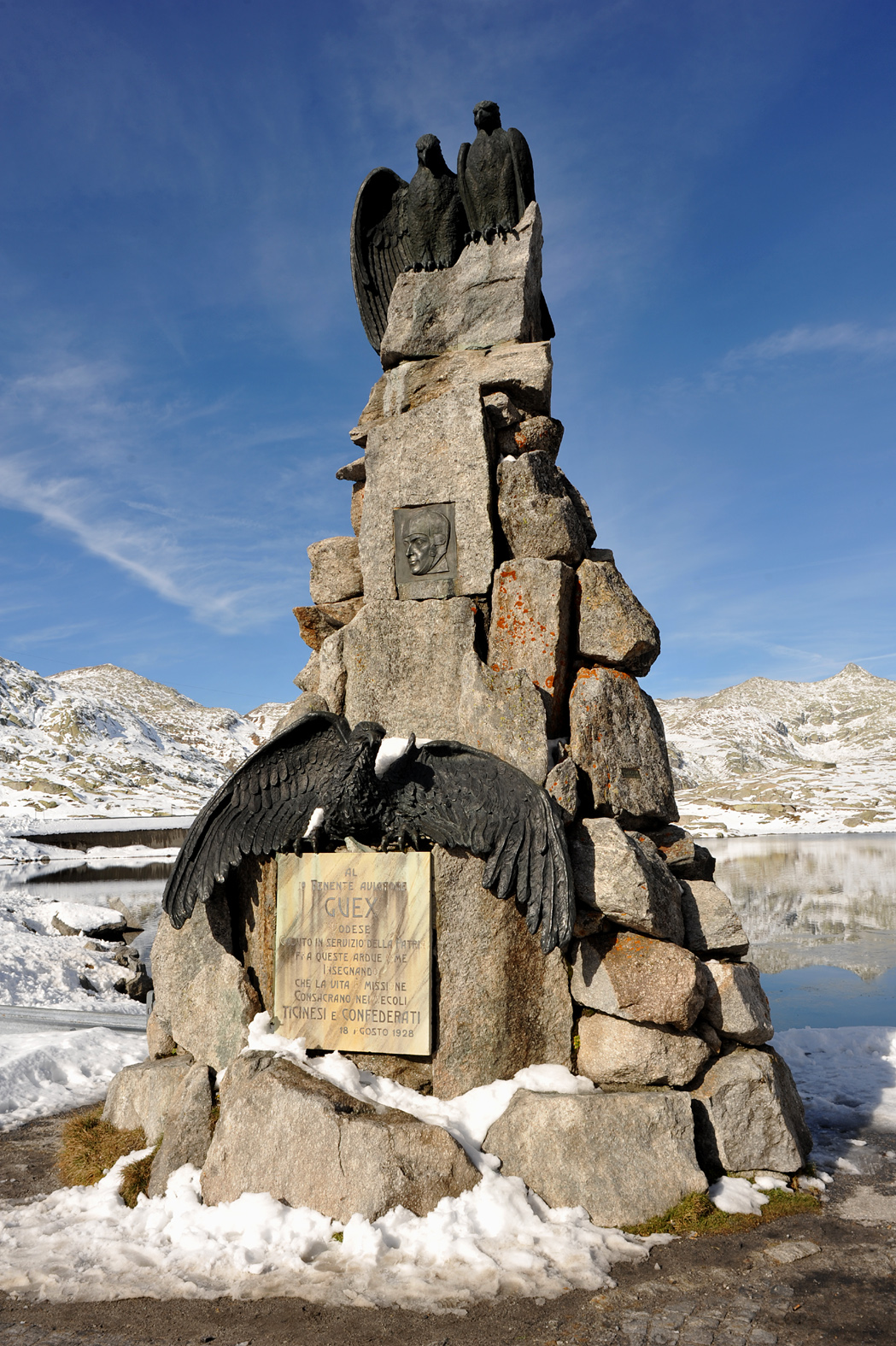
Monumento ad Adrien Guex

#### Galleria ferroviaria del San Gottardo
La galleria ferroviaria del San Gottardo venne realizzata in dieci anni, dal 1872 al 1882. Collega le località di Airolo (1.150 m s.l.m.) e Göschenen, (1.110 m s.l.m.). 177 furono le vittime tra le maestranze che contavano anche molti emigranti dalla vicina Italia. Anche il progettista Louis Favre morì senza vedere la fine dei lavori, logorato da un progetto che lo assorbì completamente. Al portale sud, nel comune di Airolo, un monumento dello scultore Vincenzo Vela ne ricorda i caduti. La galleria, della lunghezza di 15 km, venne inaugurata il 23 maggio del 1882.

#### Galleria autostradale del San Gottardo
Costruita tra il 1970 e il 1980, corre praticamente parallela a quella ferroviaria. È costituita da un solo tunnel dove il traffico scorre nei due sensi. Venne inaugurata il 5 settembre 1980. Con questa opera si realizzava il collegamento autostradale più diretto tra Amburgo e la Sicilia.

#### Galleria ferroviaria di base NTFA (Alptransit)
Costruita tra il 1999 ed il 2016, collega la località di Bodio (300 m s.l.m.) con quella di Erstfeld (450 m s.l.m.) su una distanza di 57 km. La caduta dell'ultimo diaframma dello scavo è avvenuta venerdì 15 ottobre 2010 alle ore 14:17. È stata inaugurata il 1º giugno 2016 ed è stata aperta al traffico commerciale l'11 dicembre 2016, col cambio annuale d'orario.

### Edilizia militare
- Il forte "San Gottardo"[12] (museo e accantonamento), costruito tra il 1892 ed il 1917.

### Riferimenti nella cultura di massa
Questo passo è anche l'ambientazione principale del manga Wolfsmund di Mitsuhisa Kuji.